# Liste der Nummer-eins-Hits in Polen (2009)
Diese Liste enthält alle Nummer-eins-Hits in Polen im Jahr 2009. Es gab in diesem Jahr 21 Nummer-eins-Alben.
| Alben |
| --- |
| - Kasia Nosowska – Osiecka - 4 Wochen (15. Dezember 2008 – 18. Januar 2009, insgesamt 9 Wochen) - Mamma Mia! (Soundtrack) - 1 Woche (19. Januar – 25. Januar, insgesamt 6 Wochen; → 2008) - Kasia Nosowska – Osiecka - 4 Wochen (26. Januar – 22. Februar, insgesamt 8 Wochen) - Verschiedene Interpreten – The Best Polish Love Songs... Ever! - 2 Wochen (23. Februar – 8. März) - U2 – No Line on the Horizon - 4 Wochen (9. März – 5. April) - Diana Krall – Quiet Nights - 1 Woche (6. April – 12. April, insgesamt 2 Wochen) - Andrzej Piaseczny – Spis rzeczy ulubionych - 1 Woche (13. April – 19. April, insgesamt 4 Wochen) - Diana Krall – Quiet Nights - 1 Woche (20. April – 26. April, insgesamt 2 Wochen) - Depeche Mode – Sounds of the Universe - 3 Wochen (27. April – 17. Mai) - Andrzej Piaseczny – Spis rzeczy ulubionych - 2 Wochen (18. Mai – 31. Mai, insgesamt 4 Wochen) - Eminem – Relapse - 1 Woche (1. Juni – 7. Juni) - Andrzej Piaseczny – Spis rzeczy ulubionych - 1 Woche (8. Juni – 14. Juni, insgesamt 4 Wochen) - Michał Żebrowski – Mały Książę - 1 Woche (15. Juni – 21. Juni) - Feel – Feel 2 - 1 Woche (22. Juni – 28. Juni) - Riverside – Anno Domini High Definition - 1 Woche (29. Juni – 5. Juli) - Michael Jackson – Thriller - 1 Woche (6. Juli – 12. Juli) - Michael Jackson – King of Pop - 6 Wochen (13. Juli – 23. August) - Behemoth – Evangelion - 3 Wochen (24. August – 13. September) - Whitney Houston – I Look to You - 1 Woche (14. September – 20. September) - Kayah – Modern Rocking - 3 Wochen (21. September – 11. Oktober) - Kult – Hurra! - 3 Wochen (12. Oktober – 1. November) - Agnieszka Chylińska – Modern Rocking - 1 Woche (2. November – 8. November) - Hey – Miłość! Uwaga! Ratunku! Pomocy! - 1 Woche (9. November – 15. November) - Sting – If on a Winter's Night... - 5 Wochen (16. November – 20. Dezember) - Andrea Bocelli – My Christmas - 4 Wochen (21. Dezember 2009 – 17. Januar 2010) |

## Jahrescharts
| Alben |
| --- |
| 1. Michael Jackson – King of Pop 2. Sting – If on a Winter’s Night… 3. Verschiedene Interpreten – The Best Polish Love Songs… Ever! 4. Hey – Miłość! Uwaga! Ratunku! Pomocy! 5. U2 – No Line on the Horizon 6. Andrzej Piaseczny – Spis rzeczy ulubionych 7. Verschiedene Interpreten – The Best Duets… Ever! 8. Andrea Bocelli – My Christmas 9. Verschiedene Interpreten – RMF FM – Najlepsza muzyka po polsku Vol. 3 10. Chris Botti – In Boston 11. Michael Jackson – The Collection 12. Agnieszka Chylińska – Modern Rocking 13. Soundtrack – Kochaj i tańcz 14. Depeche Mode – Sounds of the Universe 15. Paulla – Nigdy nie mów zawsze 16. Verschiedene Interpreten – Zat siła muzyki przeboje na lato 2009 17. Lady Gaga – The Fame Monster 18. Simply Red – Greatest Hits 19. Verschiedene Interpreten – The Best Christmas… Ever! 20. Piotr Rubik – Santo Subito – Cantobiografia JP II |

Die Angaben basieren auf den offiziellen Albumcharts der ZPAV.